# Kígyászölyv
A kígyászölyv (Circaetus gallicus) a madarak osztályának a vágómadár-alakúak (Accipitriformes) rendjébe, ezen belül a vágómadárfélék családjába tartozó faj.

## Rendszerezése
A fajt Johann Friedrich Gmelin német természettudós írta le 1788-ban, a Falco nembe Falco gallicus néven.

## Előfordulása
Európa délnyugati, délkeleti és keleti részén, Nyugat-, Közép és Kis-Ázsiában, a Közel-Kelet nyugati illetve északi részén, az indiai szubkontinensen, Kína és Mongólia kisebb területein valamint egy sávban Afrikában Guineától Etiópiáig él.
A nyílt, napos, facsoportokkal és bozótosokkal ritkán benőtt vidéket kedveli. A középkorban, amikor Közép-Európa nagy részén kivágták az erdőket, hogy legeltessenek, mindenütt honos volt, de sehol sem volt gyakori. Ahogy egyre több legelőt szántottak fel, sok helyről a kígyászölyv teljesen eltűnt, akárcsak a fő táplálékát jelentő hüllők.

### Kárpát-medencei előfordulása
A Kárpát-medencében márciustól októberig fordul elő. Kis számban rendszeres fészkelő. Középhegységeink déli kitettségű tölgyeseiben, ritkás erdőkben és nyílt vadászterületein találkozhatunk vele.

## Alfajai
- kígyászölyv (Circaetus gallicus gallicus) - Északnyugat-Afrika, Dél-, Közép- és Kelet-Európa, Kis-Ázsia, Közel-Kelet, Közép-Ázsia
- kis-szunda-szigeteki kígyászölyv (Circaetus gallicus sacerdotis) - a Kis-Szunda-szigetek közül előfordul Lombok, Sumbawa, Komodo, Flores, Sumba, Timor és a Tanimbar-szigetek területén

## Megjelenése
Testhossza 62-67 centiméter, szárnyfesztávolsága 185-195 centiméter. A hím tömege 1200-2000 gramm, a tojó 1300-2200 gramm. Hátoldala szürkésbarna, kézevezői sötétek. Szárnya és teste alulról fehér, mellén sötét szalag, de ez hiányozhat is. Szeme sárga, csőre kicsi. Csak közelről ismerni fel lábai és csőre palakék színét. Nagy feje kissé bagolyszerű. Határozott röptű, szárnyát mozdulatlanul tartva kering, gyakran egy helyben lebeg (szitál). Sötét szárnycsúcsai élesen elütnek szárnyai finoman csíkolt alsó részétől.

## Életmódja
Bár kedveli az erdőket, vadászathoz nyílt területre van szüksége.
Főleg siklókkal táplálkozik, de időnként gyíkokat, békákat, kisebb emlősöket és madarakat is zsákmányol. Speciális tápláléka miatt nagy vadászterületre van szüksége, amelyet a levegőben vitorlázva kutat át zsákmány után. Ha kinézett egy zsákmányállatot, a levegőben szitálva lebeg felette. Akár 2 méteres kígyókat is megtámad, szárnyaival csapkodva körbetáncolja azokat, így a kígyó nem talál biztos célpontot halálos marásához. Azután a kígyászölyv elkapja a nyakánál, ezzel el is dőlt a harc. Többnyire egy fakoronára repül falatozni a csőrében himbálódzó kígyóval, a kisebb példányokat repülés közben is megeszi. A nagyobb kígyókat a hím begyében is a fészekhez viheti, a fióka aztán onnan húzza ki. A kígyászölyv vonuló madár, a telet az egyenlítői szavannákon tölti, ahol nemzetségének más fajai is honosak.

## Szaporodása
A költési időszakban a hím sokat hallatja panaszosnak tűnő hangját, és zuhanórepüléseket mutat be területe felett. A fészek általában alacsony fákon van, ahol nincs erdő, ott sziklahasadékokból és sziklafalakból kinövő bokrokra épül. A kígyászölyv részben maga építi a fészkét, részben más madaraktól foglalja el, és ahhoz képest, hogy ilyen nagy madár, meglepően kicsi a fészke. 
Hazánkban április végétől költ. Fészkét tölgyfákra, gallyakból építi. Egyetlen tojásán 45 napig kotlik. 
A fióka 60-80 napig marad a fészekben, és kezdetben a tojó melengeti, ekkor a hím látja el mindkettőjüket élelemmel. A fióka már kiskorában képes nálánál jóval nehezebb kígyókat lenyelni. A még emésztetlen kígyófarok sokáig kilóg a csőréből, és csak akkor nyeli tovább, amikor a többi részt már megemésztette. 
A fiókák kirepülési ideje 10-11 hét. A röpképessé vált fiatal madár jóval világosabb színezetű, mint a felnőttek, és feje néha majdnem fehér.

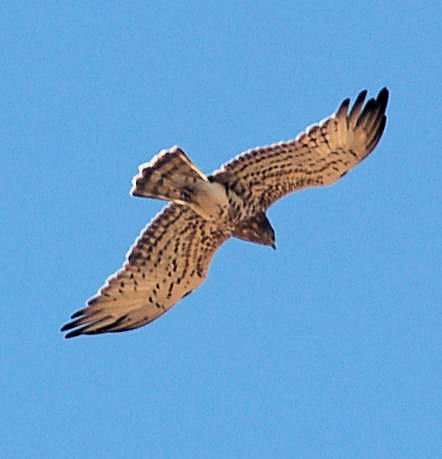
Röpképe
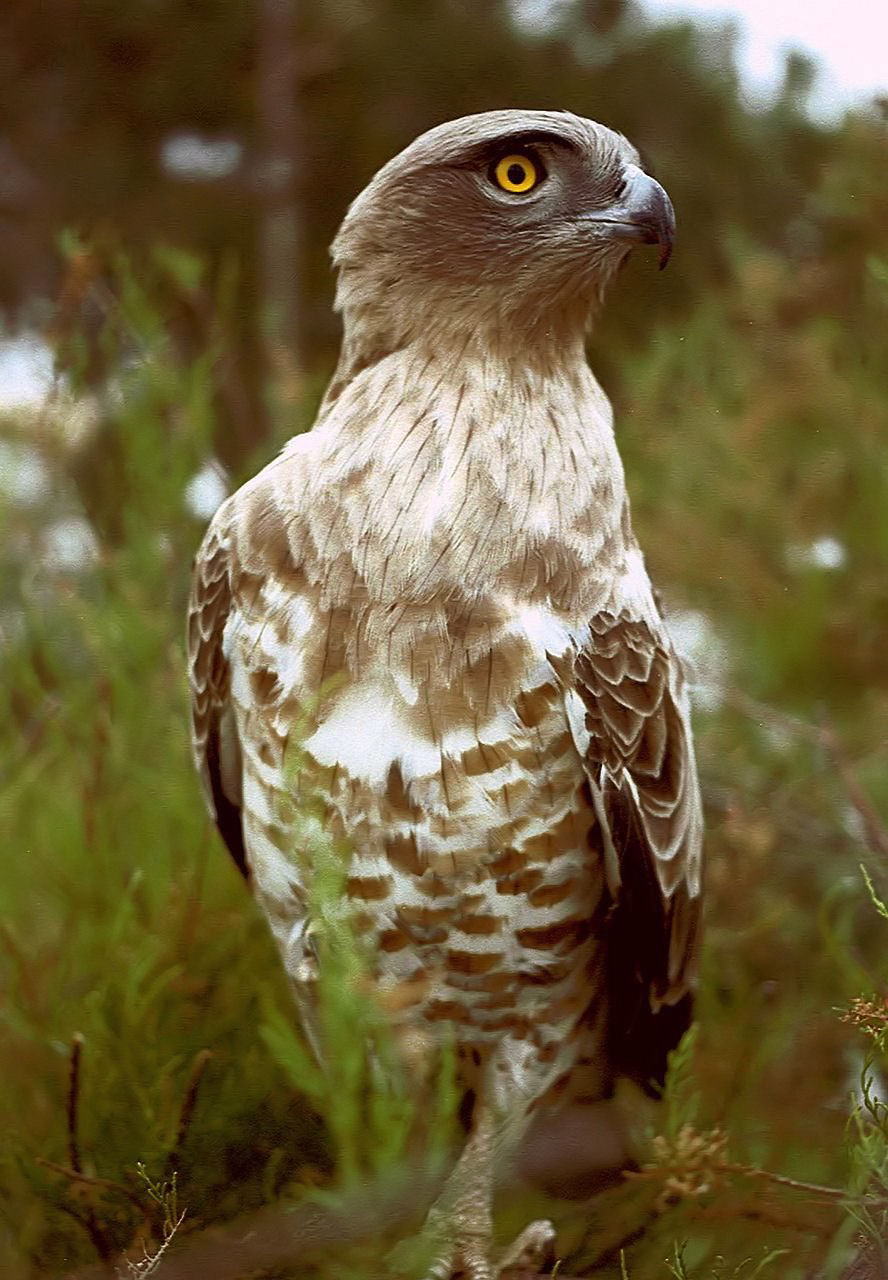
Egy fiatal példány
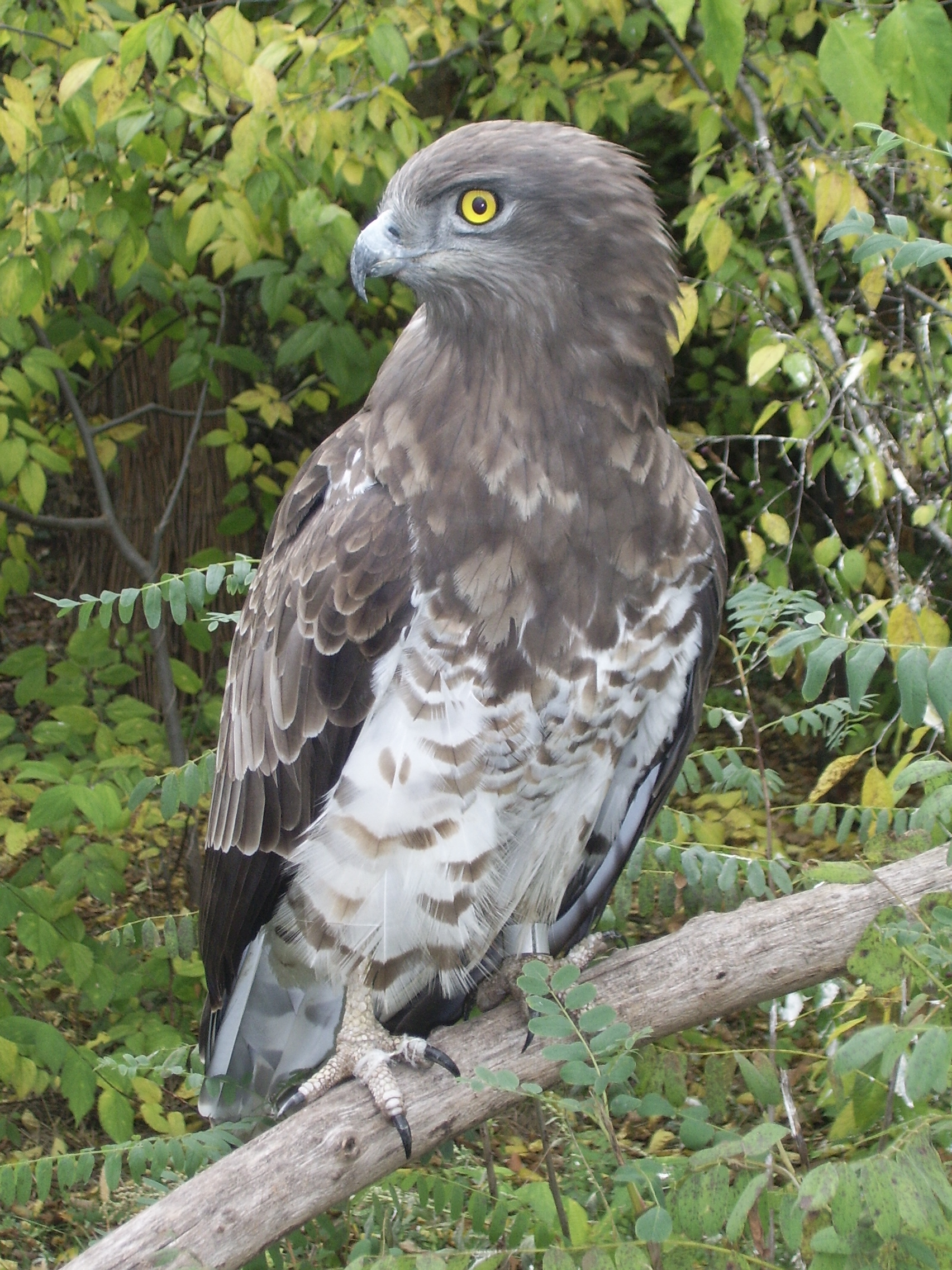
Egy szegedi példány
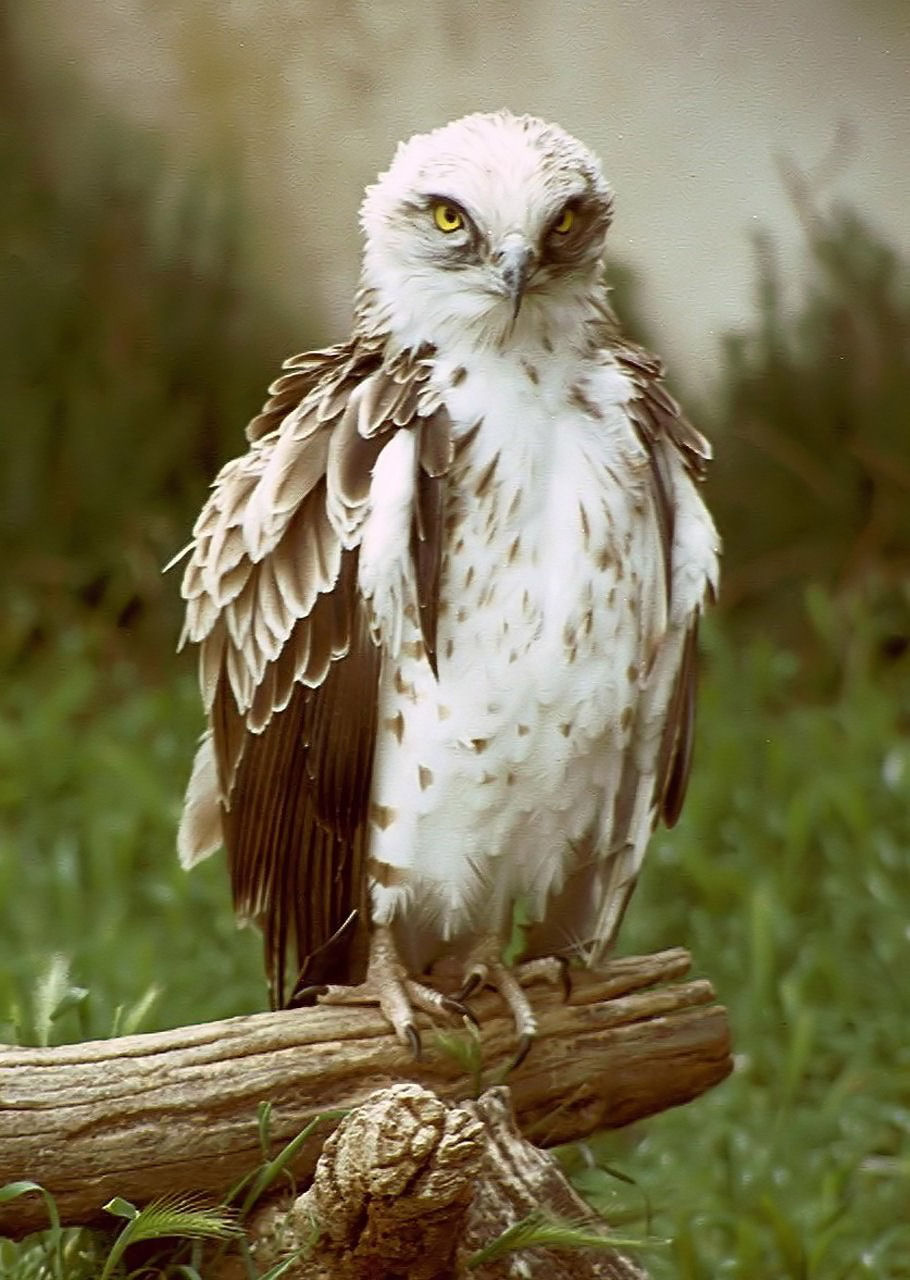
Egy francia madár
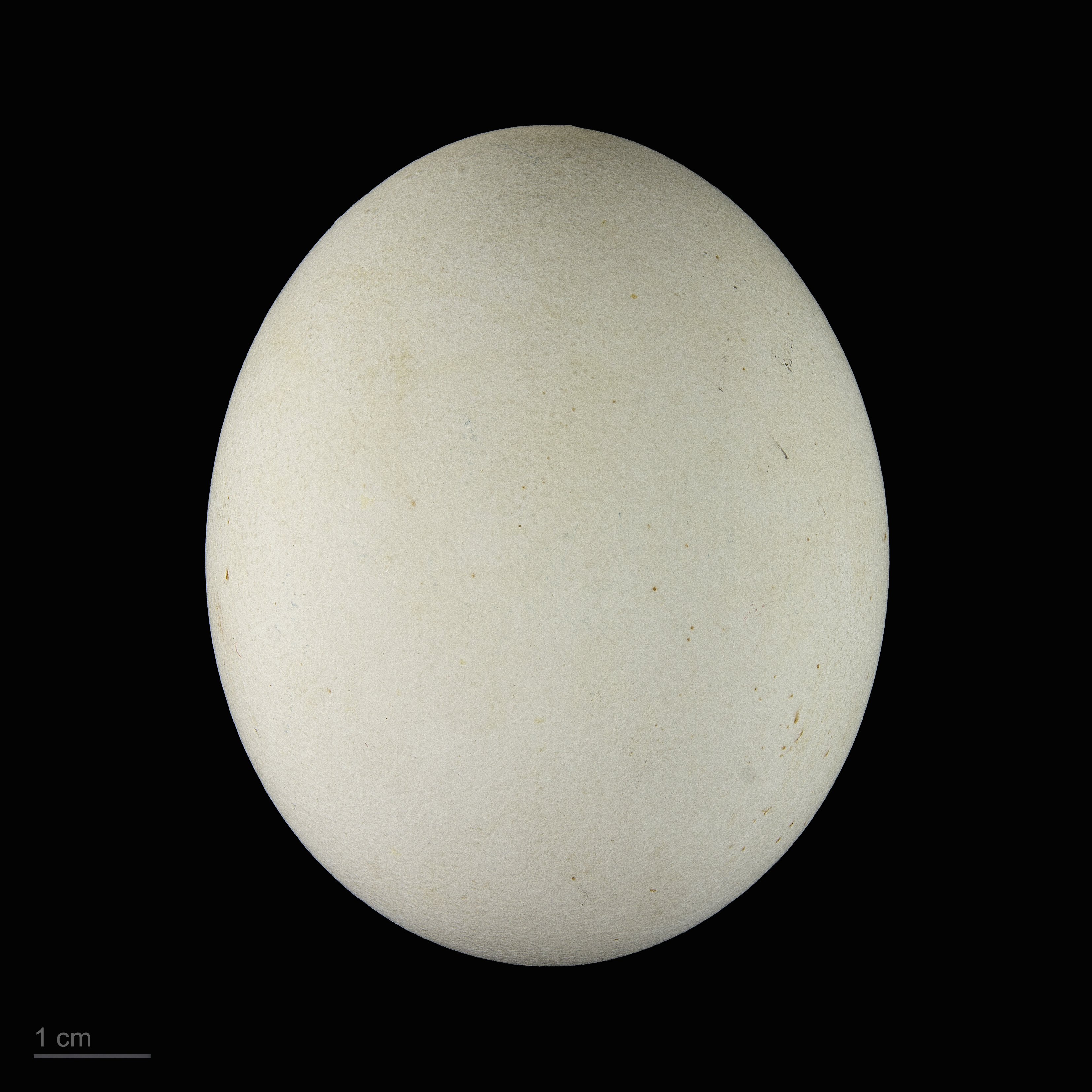
Museum specimen

## Előfordulása a világon
| - Afganisztán - Albánia - Algéria - Andorra - Örményország - Azerbajdzsán - Bahrein - Banglades - Fehéroroszország - Bosznia-Hercegovina - Benin - Bulgária - Burkina Faso - Kamerun - Közép-afrikai Köztársaság - Csád - Kína - Kongói Demokratikus Köztársaság - Elefántcsontpart - Horvátország | - Csehország - Egyiptom - Észak-Macedónia - Észtország - Etiópia - Franciaország - Gambia - Grúzia - Ghána - Guinea - Gibraltár - Görögország - Bissau-Guinea - India - Indonézia - Irán - Irak - Izrael - Olaszország - Jordánia | - Kazahsztán - Kenya - Kuvait - Kirgizisztán - Lettország - Libanon - Libéria - Litvánia - Líbia - Magyarország - Mali - Mauritánia - Moldova - Montenegró - Marokkó - Mianmar - Nepál - Niger - Nigéria | - Omán - Pakisztán - Palesztina - Lengyelország - Katar - Románia - Oroszország - Szaúd-Arábia - Szenegál - Szerbia - Szingapúr - Szlovákia - Szlovénia - Szomália - Spanyolország - Szudán - Svájc - Szíria - Tádzsikisztán - Tanzánia | - Thaiföld - Kelet-Timor - Togo - Tunézia - Törökország - Türkmenisztán - Uganda - Ukrajna - Egyesült Arab Emírségek - Üzbegisztán - Vietnám - Nyugat-Szahara - Jemen - Zambia |

## Természetvédelmi helyzete
Az elterjedési területe rendkívül nagy,  egyedszáma ugyan csökken, de még nem éri el a kritikus szintet. A Természetvédelmi Világszövetség Vörös listáján nem fenyegetett fajként szerepel.
Európában ritka fajnak számít. Magyarországon fokozottan védett, természetvédelmi értéke 1 000 000 forint. Állatkertekben ritkán tartott faj, Magyarországon egyetlen helyen, a Szegedi Vadasparkban tartják, ahol egy pár él a fajból.